# Krait-de-faixas
Bungarus fasciatus, comumente conhecida como krait-de-faixas, é uma espécie de serpente elapídea extremamente venenosa, endêmica da Ásia, encontrada desde o subcontinente indiano até o sudeste asiático e o sul da China. Com um comprimento máximo superior a 2 m, é a maior espécie de serpente do gênero Bungarus [en], caracterizada por seu padrão distinto de faixas douradas e pretas. Apesar de geralmente ser considerada tímida e dócil, como outras espécies do mesmo gênero, seu veneno é altamente neurotóxico e potencialmente letal para humanos. Embora a toxicidade de B. fasciatus, com base em experimentos de LD50 em camundongos, seja menor que a de outras serpentes do mesmo gênero, a quantidade de veneno que ela pode injetar é a maior devido ao seu tamanho.

## Descrição
B. fasciatus é facilmente reconhecível por suas faixas alternadas pretas e dourado, que circundam completamente o corpo. A cabeça é larga, achatada e não se distingue claramente do pescoço. Seus olhos são pretos, e ela apresenta marcas amarelas em forma de ponta de flecha em sua cabeça preta, e os lábios, região loreal, queixo e garganta são amarelos. A cauda é relativamente curta, correspondendo a cerca de um décimo do comprimento total da serpente.
O maior exemplar registrado media 2,25 m de comprimento, embora o tamanho mais comum seja cerca de 1,8 m.
Escamação: Possui 15 fileiras de escamas dorsais na região média do corpo; escamas subcaudais indivisas, variando de 23 a 39; a fileira dorsal mediana (escamas vertebrais) é hexagonal e fortemente alargada, tão larga quanto ou mais larga que longa; escama anal indivisa; extremidade da cauda arredondada; apresenta uma crista vertebral distinta ao longo do dorso, formada pelos processos neurais das vértebras; escamas ventrais variam de 200 a 234.
O nome Bungarum Pamah foi registrado por Patrick Russell para um espécime de "Mansoor Cottah", e ele também recebeu espécimes de Bengala. O nome científico do gênero deriva de bangarum em télugo (e também em canará), que significa "ouro", em referência às faixas douradas ao redor de seu corpo.

## Distribuição e habitat
A Bungarus fasciatus é encontrada em toda a sub-região indo-chinesa, na Península Malaia, no arquipélago indonésio e no sul da China. Na Índia, é comum nos estados de Bengala Ocidental, Odisha, Mizoram, Assam, Manipur e Tripura, tornando-se progressivamente menos comum em direção ao oeste do país.
Foi registrada a leste da Índia central, passando por Nepal, Bangladesh, Mianmar, Camboja, Tailândia, Laos, Vietnã e sul da China (incluindo Hainan e Hong Kong), Malásia e nas principais ilhas da Indonésia, como Bornéu, Java e Sumatra, além de Singapura.
Na Índia, foi registrada em Andhra Pradesh, Bihar, Chhattisgarh, Jharkhand, Madhya Pradesh, Maharashtra, nordeste da Índia, Odisha, Tamil Nadu e Bengala Ocidental. Recentemente, foi registrada no distrito de Hassan, em Karnataka, Chalkari, distrito de Bokaro, Jharkhand, Trivandrum, Kerala, e Amalapadu, distrito de Srikakulam, Andhra Pradesh.
As krait-de-faixas podem ser encontradas em diversos habitats, desde florestas até áreas agrícolas. Habitam montes de cupins e tocas de roedores próximas à água, frequentemente vivendo perto de assentamentos humanos, especialmente vilarejos, devido à abundância de roedores e água. Preferem as planícies abertas do interior. Em Mianmar, foi encontrada em altitudes de até 1.500 m.

## Comportamento
As krait-de-faixas são tímidas, raramente vistas e predominantemente noturnas. Quando perturbadas, geralmente escondem a cabeça sob suas espirais e não tentam morder, embora à noite sejam mais ativas e consideradas mais perigosas.
Durante o dia, repousam em gramíneas, buracos ou valas. São letárgicas e lentas, mesmo quando provocadas. São mais frequentemente avistadas durante a estação chuvosa.

### Alimentação
B. fasciatus alimenta-se principalmente de outras serpentes, mas também consome peixes, rãs, lagartos e ovos de serpentes. Entre as serpentes consumidas estão:
- Xenopeltis unicolor [en]
- Enhydris enhydris[13]
- Cylindrophis ruffus[13]
- Fowlea piscator [en] (Dorso-de-quilha-quadriculada)
- Amphiesma stolatum (Dorso-de-quilha-de-listras-amarelas)
- Ptyas mucosa (Cobra-rato ou dhaman)
- Ptyas korros [en] (Cobra-rateira-chinesa)
- Boiga trigonata [en]
- Daboia russelii (Víbora-de-russell)
- Bungarus caeruleus [en]

A presa é engolida com a cabeça primeiro, após ser imobilizada pelo veneno.

### Hábitos de reprodução
Pouco se sabe sobre seus hábitos reprodutivos. Em Myanmar, uma fêmea foi encontrada incubando uma ninhada de oito ovos, dos quais quatro eclodiram em maio. Os filhotes, ao nascer, medem entre 298 e 311 mm. Acredita-se que a serpente atinja a maturidade no terceiro ano de vida, com aproximadamente 914 mm de comprimento.

## Veneno
O veneno contém principalmente neurotoxinas (pré e pós-sinápticas) com valores de LD50 de 2,4 mg/kg a 3,6 mg/kg por via subcutânea, 1,289 mg/kg por via intravenosa e 1,55 mg/kg por via intraperitoneal. A quantidade de veneno injetada varia, em média, de 20 a 114 mg. Engelmann e Obst (1981) indicam um rendimento de veneno de 114 mg (peso seco). Os principais efeitos clínicos do veneno incluem vômitos, dor abdominal, diarreia e tontura. Envenenamentos graves podem levar à insuficiência respiratória, e a morte pode ocorrer por asfixia. O veneno pode causar danos aos rins se injetado.
Um estudo de toxicologia clínica indica uma taxa de mortalidade sem tratamento de 1 a 10%, possivelmente devido ao raro contato com humanos e à baixa taxa de envenenamento em mordidas defensivas. Atualmente, soros antiofídicos polivalentes estão disponíveis na Índia e na Indonésia.

## Nomes comuns
- Língua manipuri – linkhak
- Língua mizo – chawnglei, tiangsir
- Língua canaresa – kattige haavu (ಕಟ್ಟಿಗೆ ಹಾವು)
- Língua karbi – maipam, rui-teron
- Língua assamesa – xokha (শখা), xongkhosur (শংখচোৰ), gowala (গোৱালা), bandphora
- Língua bengali – shankhini (শঙ্খিনী), shankhamooti shaanp (শাঁখামুঠি) e rajsap (serpente rei) no Distrito Birbhum কুসাপা (রাজবংশি ভাষায়)
- Língua birmanesa – ငန်းတော်ကျား ngān taw kyā
- Língua hindi – ahiraaj saamp[8]
- Língua indonésia – welang
- Língua ho – Sakombiń
- Língua malaiala – manjavarayan (മഞ്ഞവരയൻ)
- Língua marata – patteri manyar, पट्टेरी मण्यार agya manyar, sataranjya
- Língua oriá – rana (ରଣା)[7]
- Língua tâmil – kattu viriyan (கட்டுவிரியன்), yennai viriyan, yettadi viriyan
- Língua télugo – katla paamu (కట్ల పాము) ou bangaru paamu (బంగారు పాము), que significa "serpente dourada"[7]
- Língua tulu – kadambale
- Língua tailandesa – ngu sam liam, งูสามเหลี่ยม, que significa "serpente triangular"[5]
- Língua vietnamita – rắn cạp nong
- Língua nepali – गनगलि, गनग्वली, राजा साप वा सर्प gangali, gan gwali e Rajasaap (rei das serpentes) no Nepal
- Língua maitili – मैथिली – गन गुआर

## Galeria

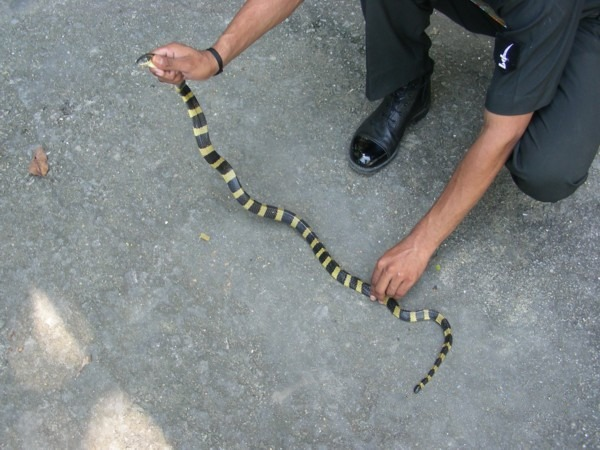
Krait-de-faixas capturada em Binnaguri, Bengala do Norte, Índia
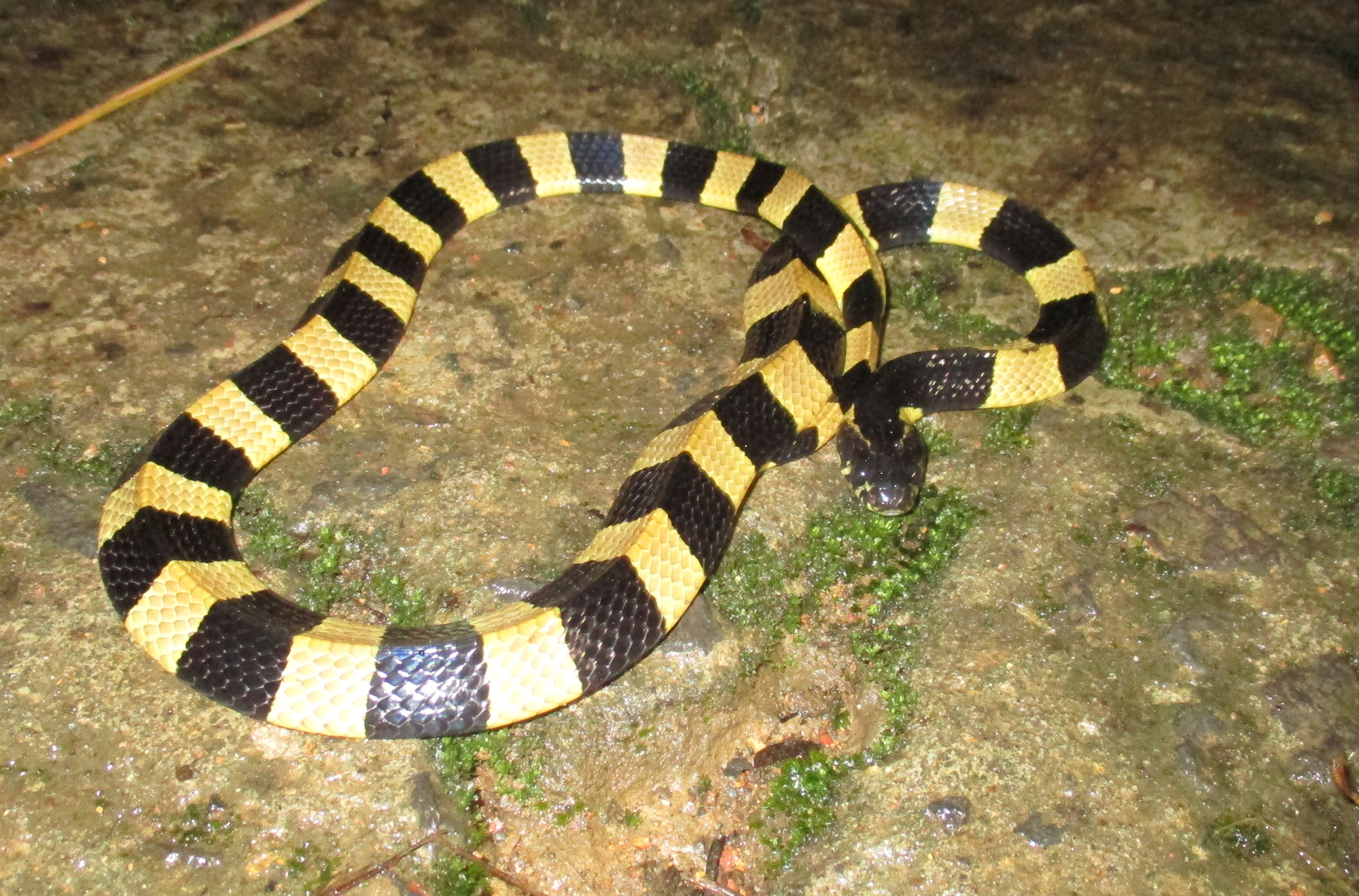
Krait-de-faixas no Parque Nacional de Cat Tien, Vietnã